# X기프트
〈X기프트〉(Xギフト 엣쿠스 기후토[*])는 일본의 걸 그룹 X21의 네 번째 싱글로 2014년 12월 3일에 에이벡스 트랙스에서 발매됐다. 노래의 센터 포지션은 요시미토 미유이다.

## 배경과 발매
CD+DVD판, CD판, 이벤트 장소 한정판 CD 2종(전체 13종 랜덤 픽처라벨에서 1종과 전체 13종 픽처라벨 사양, 전종 컴플리트 세트), 뮤직 카드의 총 5형태로 발매.
〈X기프트〉 선발 멤버는 12명으로 〈해피 어플〉과 동일하다.
뮤직비디오는 2014년 10월에 이바라키현 내의 결혼식장에서 촬영됐으며, 멤버인 야마키 코하루의 친부인 야마키 히데오가 드럼 연주로 노래에 참가하고 있다.

## 수록곡
| #            | 제목                           | 작사          | 작곡          | 재생 시간 |
| ------------ | ------------------------------ | ------------- | ------------- | --------- |
| 1.           | 〈X기프트〉 (Xギフト)          | 아오야마 미오 | 오니시 카츠미 | 4:47      |
| 2.           | 〈당신의 옆〉 (あなたのとなり) | BOUNCEBACK    | 와타나베 토루 | 4:36      |
| 3.           | 〈X기프트 (Instrumental)〉     |               |               | 4:47      |
| 4.           | 〈당신의 옆 (Instrumental)〉   |               |               | 4:33      |
| 총 재생 시간 | 총 재생 시간                   | 총 재생 시간  | 총 재생 시간  | 18:45     |

| #  | 제목                                                                | 재생 시간 |
| -- | ------------------------------------------------------------------- | --------- |
| 1. | 〈X기프트 (뮤직비디오)〉 (Xギフト (MUSIC VIDEO))                    |           |
| 2. | 〈X기프트 (뮤직비디오 오프샷)〉 (Xギフト (MUSIC VIDEOオフショット)) |           |

## 선발 멤버
| - 이즈미카와 미호 - 마츠다 리나 - 요시모토 미유 - 코모리야 사쿠라 | - 타나카 슈리 - 나가오 마미 - 이가시라 마나미 - 시라토리 하스미 | - 카미나구치 호노카 - 야마키 코하루 - 스에나가 마이 - 오자와 나나카 |